# Escut del Kirguizstan
L'escut del Kirguizstan, més aviat un emblema que no un escut heràldic, és de forma circular i hi predomina el color blau; el blau cel és conegut entre el poble kirguís com el color del coratge i la generositat (vegeu també, en aquest sentit, la bandera i l'escut del Kazakhstan).

## Descripció
A banda i banda de l'escut hi ha la representació estilitzada d'una espiga de blat a la part superior i d'un ram de cotó a la inferior, entre les quals apareix el nom oficial de l'estat en kirguís: Кыргыз Республикасы (Kirguiz Respublikasi), o República Kirguís.
El motiu central és un falcó argentat amb les ales esteses i mirant cap a la sinistra, entre les quals es dibuixa un paisatge esquemàtic format per les muntanyes Ala-Too, de la serralada del Tian Shan, coronades per un sol ixent i situades vora el llac Issik Kul.
Fou aprovat pel Parlament kirguís el 14 de gener de 1994 i el disseny és obra d'Asein Abdraev, director de l'escola d'art de Narín, i de Sadirbek Dubanaev, cap de la milícia regional de Narín. En no haver-hi símbols nacionals anteriors a la Revolució d'Octubre de 1917, els autors es van basar en els elements presents a l'emblema de la desapareguda República Socialista Soviètica del Kirguizstan: les muntanyes, el sol ixent, el cotó i l'arròs, amb l'afegitó d'un element significatiu de la geografia local (el llac Issik Kul) i d'un animal extret del poema èpic de Manàs, amb les ales esteses en senyal de llibertat. El disseny dels raigs del sol vol fer pensar en el kolpak, el barret blanc tradicional dels homes kirguisos.

## Escut antic

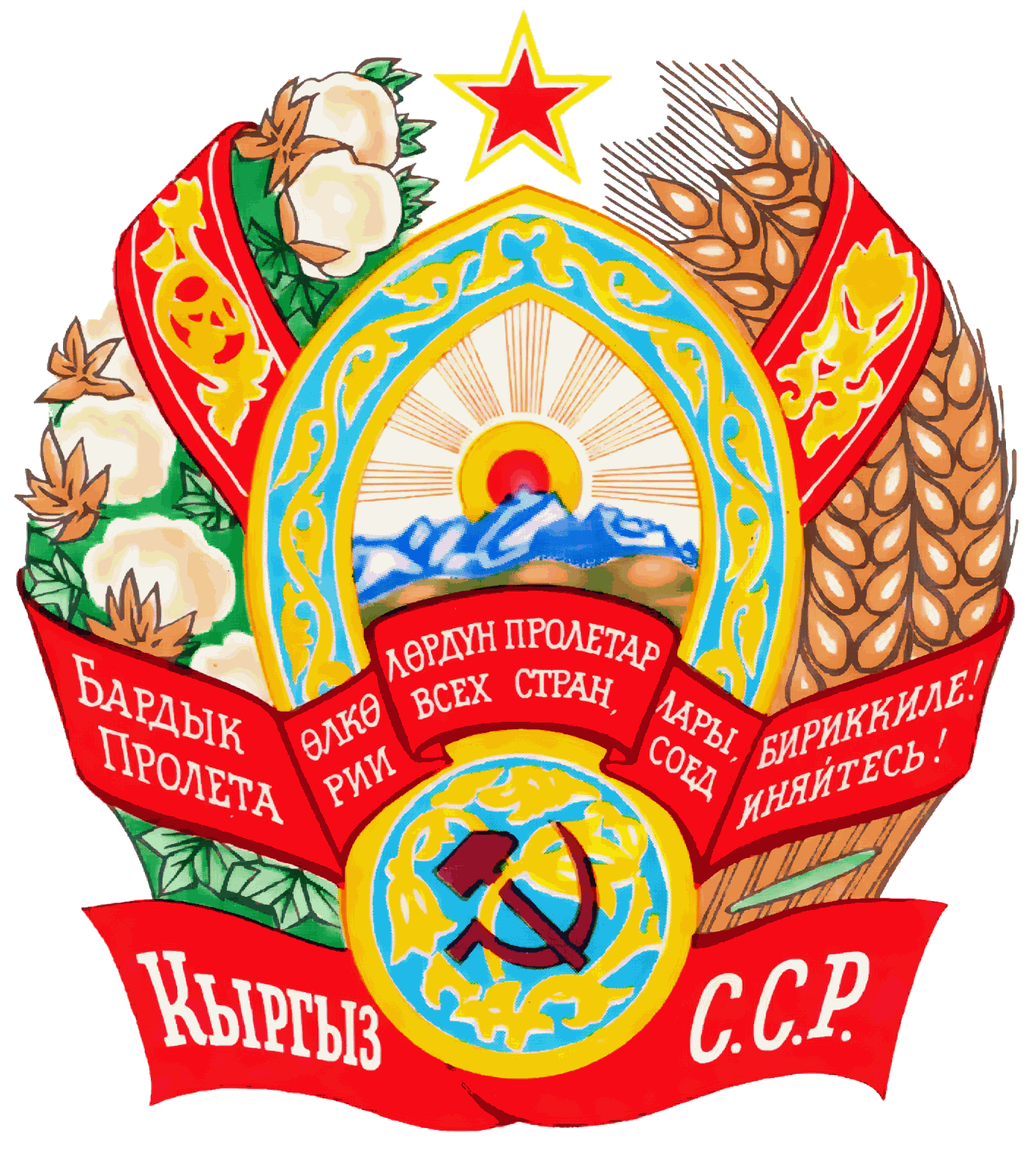
Escut de l'RSS del Kirguizstan (1937-1992)

L'actual emblema estatal va substituir l'escut de la República Socialista Soviètica del Kirguizstan, adoptat el 23 de març de 1937 i basat en el de la Unió Soviètica, amb els símbols comunistes de la falç i el martell i l'estrella roja de cinc puntes, un sol ixent que simbolitzava el futur de la nació kirguís i uns rams de cotó i uns feixos de blat al voltant en representació de la riquesa agrícola. El lema «Proletaris de tots els països, uniu-vos!», hi figurava en kirguís i en rus, així com el nom de la república, Кыргыз С.С.Р. (Kirguiz S.S.R.), en kirguís.
Com a elements identificatius tenia diverses filigranes pròpies de l'art folklòric kirguís i la representació de les muntanyes del Tian Shan.